# 中井美琴
中井美琴（日语：／ Nakai Mikoto，3月11日—）是一名日本女性聲優，東京都出身，81 Produce所屬。

## 簡歷
於2018年4月1日加入81 Produce。

## 人物
興趣與特長包括繪畫、觀賞音樂劇、收集愛麗兒周邊商品、高级定制服装、插畫，以及和小孩打成一片。

## 演出作品
※粗體字為主要角色。

### 電視動畫
2018年
- 一人之下 全性篇（全性的女密探、全性的女幹部、劉漫）

2019年
- 卡片戰鬥!! 先導者（接待小姐B）

2020年
- 22/7（護士）
- 动物新世代 BNA（鬣狗、小孩、女子、粉紅火烈鳥、信者、播音員）
- 決鬥大師 KING（泰克泰森茲B、甜點女王 Sweet、女性、女招待、姐姐、芋頭太郎）
- 輝夜姬想讓人告白～天才們的戀愛頭腦戰～（女學生們）
- 女學。～聖女斯克威爾學院～（アイラン、山口莉江子）

2021年
- 決鬥大師 KING（男孩子）
- 決鬥大師 KING!（七極Di、店員、播音員、Re:奪取 麥帕德）
- 百萬噸級武藏（操作員）

2022年
- 女學。Ⅱ 〜Lucky Stars〜（山口莉江子）
- 決鬥大師 KING MAX（學生、小孩A、白天鵝、Re:奪取My Pado）
- SPY×FAMILY間諜家家酒（伊甸學園學生）
- 飆速宅男 LIMIT BREAK（觀眾）

2023年
- 物之古物奇譚（紙縒）
- 百合是我的工作！（女客人、上級生、女孩子、學生）
- 女神咖啡廳（女性B）
- 國王排名 勇氣的寶箱（生物）
- MIX 第二季～第二個夏天，邁向晴空～（女性）
- 藍色管弦樂（高中生）
- 境界服務（境界人）
- AI電子基因（偶像）
- 鴨乃橋論的禁忌推理（店員）
- 聖女魔力無所不能（女僕、侍女）
- 『催眠麥克風-Division Rap Battle-』Rhyme Anima +（粉絲、客人、特殊部隊）
- 豬肝記得煮熟再吃（街上的人、大勢的觀眾）
- 聖魔大戰 BIKKURI-MEN（同班同學C）
- 屍體如山的死亡遊戲（電話廣播、赴火之蟲）
- 魔法使的新娘 SEASON2（學生）
- 藥師少女的獨語（里樹妃的侍女）
- 偶像大師 百萬人演唱會！（姐姐[4]）

2024年
- 蔚藍檔案 The Animation（頭盔團）
- 我要【招架】一切～反誤解的世界最強想成為冒險家～（寮母）
- 去參加聯誼，卻發現完全沒有女生在場
- 地。-關於地球的運動-（學生）
- 星辰墜落之國的妮娜（妮娜的母親、侍女1、侍女4）
- 百姓貴族 2nd Season（鄰居、空手道部志願學生、罵人學生）

2025年
- S級怪獸《貝希摩斯》被誤認成小貓，成為精靈女孩的騎士（寵物）一起生活（精靈小孩）
- 藥師少女的獨語 第2期（金剛宮的侍女1）
- 鬼人幻燈抄（年輕女子）
- 持續狩獵史萊姆三百年，不知不覺就練到LV MAX ～其二～（老師）
- 小市民系列 第2期（黃葉高中學生）
- 陰陽廻天 Re:Birth（少年、女子、商店店主妻）
- NYAIGHT OF THE LIVING CAT 活屍貓之夜（女性）
- 戀上換裝娃娃 Season 2（同班同學）

### 劇場版動畫
2016年
- 從好久以前就喜歡你。～告白實行委員會～（女高中生B）

2020年
- 電影 煙囪小鎮的普佩（鎮民）

### 網路動畫
2022年
- 偶像學園Planet！Bloomy*Cafe（[5]）

### 遊戲
2017年
- 小魔女學園 時空魔法與七大不可思議（[6]）

2018年
- 帝國戰記（女教皇・フェリス）

2019年
- 少女咖啡槍（りいな）
- （[7]）

2020年
- Final Fantasy VII 重製版
- 城姬Quest（岩屋城、高崎城）
- Big Bad Monsters（レイカ）

2021年
- 櫻花革命 ～綻放的少女們～（比叡しゃな）
- Action對魔忍（菊池葵）
- 罪惡王權（インヴィディア、藤井俊子）

2023年
- 緋染天空 Heaven Burns Red（コンセント増設屋）
- 哈利波特：魔法覺醒（アビゲイル・グレイ）

2024年
- 機兵與龍（リニア、[8]）

## 外部連結
- 中井美琴 - 81プロデュースの公式サイト
- 中井美琴的X（前Twitter）